# Федотов, Иван Васильевич
Иван Васильевич Федотов (1823, Усмань Тамбовская губерния — 1888, там же) — купец, меценат, книгочей-библиофил, основатель Усманской публичной библиотеки. Отец первой жены писателя А. И. Эртеля.

## Биография
Иван Васильевич Федотов родился в семье мещанина в 1823 году Образование получил в школе Соборного пономаря, занимался самообразованием. Унаследовав от отца торговлю, он на доходы покупал книги и имел библиотеку (тысячи 2-3 томов). В 1865 году он был избран представителем Усманского уездного земства.
В политике И. В. Федотов был умеренным социалистом, в философии принимал материалистические взгляды и философию Шопенгауэра. Выписывал периодические издания (в библиотеке Федотова было много книг революционных демократов, полный комплект журнала «Современник»), интересовался общественными вопросами, в его доме собиралось культурное общество Усмани, в том числе И. С. Никитин, П. В. Засодимский, А. И. Эртель (1873), А. Г. Сукочев, В. В. Огарков, Д. И. Константинов, С. И. Болтенков (пятигорский городской голова). Федотов был запечатлен А. И. Эртелем в романе «Гарденины» и «Смена».

 ЦГАЛИ есть рассказ А. И. Эртеля «Полоумный» с надписью Эртеля: «Эту рукопись дарю И. В. Федотову в память великого забвения маленьких дрязг… 1878 года. Июня 24. А. Эртель».

 И. В. Федотов писал Эртелю: «Те нумера журналов, где помещены твои очерки, вырываются усманцами друг у друга с нетерпением…» (ф. 349, папка XIX, ед. хр. 3/40). Федотов сообщает Эртелю, что очерк «взволновал всю помойную яму до дна, — озлобил Мерч., и Храп., и всю гнусную клику безмозглых ослов, и навострил им ослиные уши в ожидании новых ударов литературного бича…», одна из их общих знакомых уже сказала в связи с «Двумя помещиками»: «ты накликаешь на себя полчище злодеев в образе помещиков: Колотушкиных Усманского уезда» (ф. 349, папка XIX, ед. хр. 3/41). — [Из неопубликованных писем к А. И. Эртелю И. В. Федотова.]
Известная в то время общественная деятельница, меценатка из семьи самарских золотопромышленников А. М. Сибирякова под влиянием Федотова и А. И. Эртеля купила его библиотеку и пожертвовала её городу на условиях, чтобы городское самоуправление содержало её, чтобы библиотека была именно публичной и пожизненным библиотекарем был И. В. Федотов. Городская Дума приняла библиотеку на указанных выше условиях и возбудила соответствующее ходатайство о её открытии. Почти 6 лет прошло с момента подачи ходатайства об открытии библиотеки и об утверждении устава.
В 1876 году в Санкт-Петербурге разрешено цензурой печатание «Каталога для чтения И. В. Федотова».
До официального открытия Иван Васильевич не дожил, он умер в 1888 г. На обращение учредителей библиотеки откликнулись писатели, книгоиздатели, частные лица, и книжный фонд удалось пополнить новыми изданиями. Торжественное открытие библиотеки состоялось в помещении городской управы 28 апреля (10 мая) 1891. Первыми членами Комитета Библиотеки были: А. Г. Сукочев — купец, крупный местный общественный деятель, Д. И. Константинов — мещанин-приказчик и Ф. В. Огарков — заводчик, городской Голова г. Усмань (1899—1917).
В начале библиотека располагалась в здании Усманской городской Думы, потом переехала в здание Клуба общественного собрания и уже потом в дом купца Андреева Федора Александр. (ул. воеводы Вельяминова, дом 47). В библиотеке была оборудована читальня (1896), устраивались разнообразные лекции, были организованы — Комитет народных чтений и книжная торговля (1892—1906).
Заведовала библиотекой (до 1906) старшая дочь И. В. Федотова Мария Ивановна Эртель.
Сохранился дом купца Федотова (арендовался под дворянское собрание) Липецкая обл., г. Усмань, ул. К. Маркса, д. 34. Библиотека Федотова теперь — Городская библиотека МБУК «Городской досуговый центр».

### Семья
Дети:
- Мария Эртель (урожд. Федотова). Библиотекарь. Была замужем за писателем А. И. Эртелем.
- Анна, умерла в доме предварительного заключения, куда была посажена в 80-х г. за активную революционную деятельность и принадлежность к революционным кружкам (кн. Джордж Кенон «Сибирь и ссылки»).
- Василий. Жил в Усмани, продолжал отцовское дело. Имел двух дочерей, Ванду и Янину, от польки, которые после смерти купца унаследовали дом. Примерно в 1928 году семья переехала в Москву, а дом перешел советской власти.
- Иван. Поначалу также работал с отцом, затем уехал в Киев, где стал артистом. Позже вернулся в Усмань и создал семью. У него было три сына и дочь. Старший сын Николай до революции работал приказчиком в магазине, жил в Усмани до своей смерти в 1960-х годах, имел сына и дочь. Дочь Ивана Ивановича Таисия Ивановна Федотова, учительница, не была замужем, вырастила и воспитала племянницу Веру Михайловну Федотову и, в значительной мере её дочь Софию Львовну Федотову. Младшие сыновья были репрессированы. Сын - Михаил Иванович Федотов, бухгалтер в Усмани, получив 25 лет лагерей погиб в шахте в Казахстане. Сын - Алексей Иванович, инженер, после возвращения из лагерей проживал в Москве зимой и в Усмани летом. Оба младших сына были полностью реабилитированы, Михаил - посмертно... Род купца Федотова сохранился по линии внука Михаила, который успел оставить дочь, Веру Михайловну (коммунистка, ветеран ВОВ). Вера Михайловна Федотова ушла на фронт добровольцем, воевала в морской пехоте балтийского флота, награждена медалью "За отвагу". После войны поступила на юридический факультет МГУ, но, вскоре была исключена как дочь "врага народа". Окончила исторический факультет Воронежского пединститута. Работала учителем истории в г. Усмани.

Документы и фото потомков хранятся у праправнучки купца, проживающей в Усмани.